# Tempel (cràter)
Tempel és el romanent d'un cràter d'impacte de la Lluna. La seva vora externa ha estat erosionada i remodelada per impactes posteriors i fluxos de lava. Està unit a la vora oriental del cràter Agrippa, en una àrea que ha ressorgit per efecte d'antics fluxos de lava. A més de 40 km a sud-oest apareix Godin, i 25 km a l'est es troba el petit cràter en forma de bol Whewell.

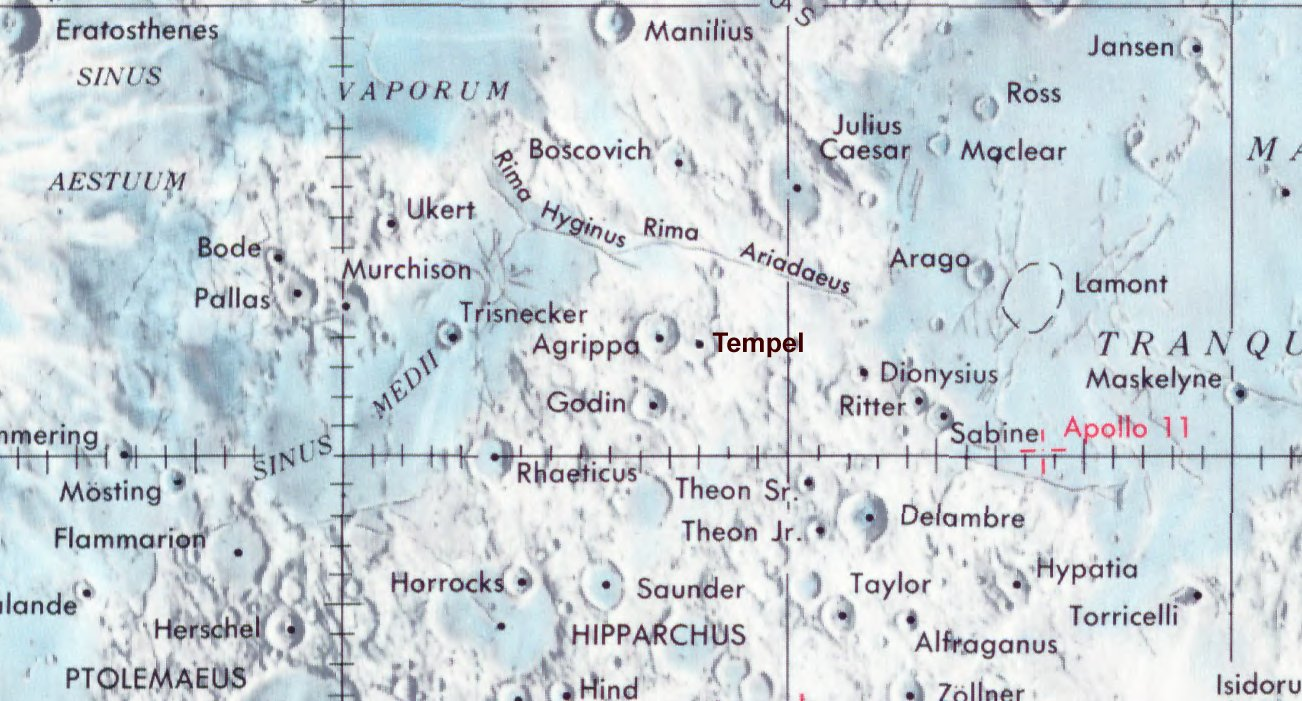
Localització de Tempel (centre de la imatge)
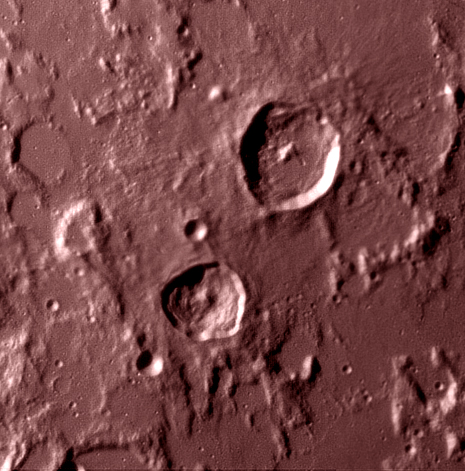
Godin (esquerra) i Agrippa (a dalt), amb Tempel adossat a la seva dreta (Instantània del Telescopi Òptic Nòrdic)

El seu diàmetre és de 45 km de llarg i té 1300 metres de profunditat. A més, cobreix una àrea de més de 600 km², i el seu perímetre és d'uns 100 km.
Presenta una bretxa en la vora nord-oest que forma una protrusió que segueix la vora d'Agrippa. Existeixen llacunes més petites en la vora sud, i la superfície interior relativament plana del cràter està unida per aquestes esquerdes en forma de vall a l'exterior cobert de lava. Des d'aquí el flux es pot seguir cap a l'est, fins que s'uneix a la Mare Tranquillitatis. Poc de la vora original roman intacte, i la formació és ara un seguit irregular i vagament circular de llomes arrodonides.
El cràter porta el nom de l'astrònom Ernest W. Leberecht Tempel, descobridor entre d'altres dels cometes 9P/Tempel (Tempel 1) i 10P/Tempel (Tempel 2).